# Hrabstwo Christian (Kentucky)

Piramida wieku hrabstwa

Hrabstwo Christian – hrabstwo w USA, w stanie Kentucky. Według danych z 2000 roku, hrabstwo zamieszkiwało 73955 osób. Siedzibą hrabstwa jest Hopkinsville.

## Miasta
- Crofton
- Hopkinsville
- LaFayette
- Oak Grove
- Pembroke

## CDP
- Fort Campbell North
- Gracey